# Maic Sema
Maic Ndongala Namputu Sema, född 2 december 1988 i Lycksele, är en svensk fotbollsspelare som spelar för IK Sleipner.   
Sema är en offensiv mittfältare som bland annat är känd för sin fina bollbehandling och teknik. Maic Sema är bror till Ken Sema. Brödernas föräldrar kommer från Kongo-Kinshasa och flyttade till Sverige på 1980-talet. 

## Karriär
Fram till och med 2011 spelade Maic Sema för Hammarby IF, dit han kom från IF Sylvia sommaren 2008. Den 13 november 2010 spelade han hela finalen i Svenska Cupen, som dock vanns av Helsingborg med 1-0. Säsongen 2011 gjorde han 10 mål för Hammarby och blev av fansen vald till ”Årets Bajenspelare”. I januari 2012 gick Sema till norska FK Haugesund. Under 2013 var han utlånad till nederländska MVV Maastricht i Eerste Divisie. I januari 2015 skrev Sema på för cypriotiska AEL Limassol. Han debuterade för klubben den 1 februari 2015 i en 1–0-vinst över AEK Larnaca FC, där Sema byttes in på övertid mot Adrián Sardinero.
I januari 2016 gick Sema till Örebro SK och fick tröjnummer 23, kontraktet sträckte sig över två år. Efter två säsonger i Örebro SK valde Sema att inte förlänga med sportklubben utan istället söka efter en ny klubb. Han skrev på för indiska NorthEast United och debuterade den 26 januari 2018, men efter endast sju matcher med klubben valde Sema att utnyttja en klausul som gav honom rätt att bryta kontraktet. Den 27 mars 2018 skrev han istället på för GIF Sundsvall.
Den 2 augusti 2019 värvades Sema av IFK Norrköping i en bytesaffär där David Mitov Nilsson gick i motsatt riktning. Sema debuterade för sin nya klubb den 8 augusti 2019 i Europa League-kvalmatchen mot Hapoel Be'er Sheva FC (1-1), i vilken han också gjorde hemmalagets mål.
5 november 2023 meddelade IFK Norrköping att Sema lämnar klubben efter säsongen 2023.